# Mimosamicina
La mimosamicina es un alcaloide isoquinolínico aislado de Streptomyces lavendulae y de las esponjas Halichondria, Reniera, Xestospongia, Petrosia y Oceanapia. Es un alcaloide con actividad antibiótica. También presenta actividad contra hongos y micobacterias. [α]24D = -1.8  ( c, 1 en cloroformo); UV: [neutro]λmax230 (ε14500) ;317 (ε14500) ;396 (ε3630) (MeOH)